# Malå
Malå este un oraș în Suedia.

## Demografie
| \| Evoluția demografică a zonei urbane Malå, 1970–2015 \| Evoluția demografică a zonei urbane Malå, 1970–2015 \| Evoluția demografică a zonei urbane Malå, 1970–2015 \| Evoluția demografică a zonei urbane Malå, 1970–2015 \| Evoluția demografică a zonei urbane Malå, 1970–2015 \| \| --------------------------------------------------------------------------------------- \| --------------------------------------------------- \| --------------------------------------------------- \| --------------------------------------------------- \| --------------------------------------------------- \| \| An \| \| \| Locuitori \| \| \| 1970 \| 1970 \| \| 1.793 \| 1.793 \| \| 1975 \| 1975 \| \| 2.135 \| 2.135 \| \| 1980 \| 1980 \| \| 2.301 \| 2.301 \| \| 1990 \| 1990 \| \| 2.467 \| 2.467 \| \| 1995 \| 1995 \| \| 2.406 \| 2.406 \| \| 2000 \| 2000 \| \| 2.221 \| 2.221 \| \| 2005 \| 2005 \| \| 2.089 \| 2.089 \| \| 2010 \| 2010 \| \| 2.050 \| 2.050 \| \| 2015 \| 2015 \| \| 2.043 \| 2.043 \| \| Sursa: SCB - Statistika Centralbyrån, Folkmängden per tätort. Vart femte år 1960 - 2016 \| \| \| \| \| |      |  |           |       |
| Evoluția demografică a zonei urbane Malå, 1970–2015 |      |  |           |       |
| An |      |  | Locuitori |       |
| 1970 | 1970 |  | 1.793     | 1.793 |
| 1975 | 1975 |  | 2.135     | 2.135 |
| 1980 | 1980 |  | 2.301     | 2.301 |
| 1990 | 1990 |  | 2.467     | 2.467 |
| 1995 | 1995 |  | 2.406     | 2.406 |
| 2000 | 2000 |  | 2.221     | 2.221 |
| 2005 | 2005 |  | 2.089     | 2.089 |
| 2010 | 2010 |  | 2.050     | 2.050 |
| 2015 | 2015 |  | 2.043     | 2.043 |
| Sursa: SCB - Statistika Centralbyrån, Folkmängden per tätort. Vart femte år 1960 - 2016 |      |  |           |       |